# 캐서린 워커
캐스린 워커(Kathryn Walker, 1943년 1월 9일 ~ )는 미국의 소설가, 배우, 작가이다.
필라델피아에서 태어났다.

## 출연 작품
- 데인저러스 게임 (1987년)
- 델라필드 부인 결혼하다 (1986년)
- 다릴 (1985년) - 닥터 엘렌 램 역
- 이웃 여인 (1981년)
- 리치 키드 (1979년) - 마들린 필립스 역
- 슬랩 샷 (1977년)
- 노바 (1974년)
- 블레이드 (1973년)
- 크리스마스 트리가 없는 집 (1972년)